# Franz Jalics
Franz Jalics (en húngaro: Jálics Ferenc; Budapest, 16 de noviembre de 1927-Budapest, 13 de febrero de 2021) fue un sacerdote jesuita germano-húngaro y autor de libros espirituales.

## Biografía
Jalics nació en Budapest, Hungría. Después de la Segunda Guerra Mundial, dejó su tierra natal y se fue a Alemania para ordenarse sacerdote en la Compañía de Jesús. Estudió filosofía en Bélgica. A finales de 1950 dio clases en Chile y Argentina sobre teología dogmática.

## Detención de Jalics
Mientras realizaban obra social en los barrios pobres de Buenos Aires durante la década del '70, Jalics y Orlando Virgilio  Yorio fueron  secuestrados ilegalmente por los militares argentinos  durante cinco meses en la última dictadura cívico-militar (1976-1983) de Argentina. El Padre General Pedro Arrupe en Roma fue informado por carta del secuestro de ambos jesuitas. Fueron conducidos a la célebre Escuela de Mecánica de la Armada y luego en una casa en Pacheco. Las detenciones de ambos jesuitas se dieron en el marco de la represión del grupo del Bajo Flores. Las catequistas Mónica Quinteiro, Mónica Candelaria Mignone, María Marta Vázquez Ocampo y su esposo César Lugones, Beatriz Carbonell y su esposo Horacio Pérez Weiss fueron detenidos el 14 de mayo de 1976, todos en sus domicilios salvo la primera, por patrullas militares que dijeron ser del Ejército. Ninguno de ellos reapareció. El 23 de mayo de 1976 más de cien soldados, con camiones militares y patrulleros policiales, cuyos jefes se trataban de capitán o mayor, coparon la villa del Bajo Flores y al concluir la misa arrearon con Yorio y Jalics y otros siete catequistas. Los catequistas quedaron en libertad al día siguiente, luego de oír el sermón de un encapuchado que se presentó como El Verdugo: “La villa no es lugar para ustedes. No vuelven a pisarla o aparecen en un zanjón”. Tanto Jalics como Orlando Yorio salieron de la Compañía de Jesús, pero más tarde se les ofreció la reincorporación a la misma: Jalics aceptó, pero no lo hizo así Yorio.

## El relato de Jalics
En el libro titulado Ejercicios de contemplación, introducción a la forma de vida contemplativa y a la invocación a Jesús. Buenos Aires, Editorial San Pablo. 2009 Jalics ofrece un relato de su detención: 

Durante un largo secuestro que viví, hice un importante proceso interior que nos ayudará a comprender cómo se produce la redención por medio de los ejercicios espirituales. Era la época de la guerra civil entre agrupaciones de extrema derecha y extrema izquierda de la sociedad argentina; los estudiantes universitarios estaban muy alborotados por los sucesos del momento. Sentían una fuerte presión por integrarse a la guerrilla. En aquel entonces yo vivía con un compañero a un costado de la villa de emergencia del Bajo Flores de Buenos Aires. Ambos éramos profesores de teología en dos distintas universidades. Queríamos dar testimonio de que, aunque la miseria existía, era posible hacer algo por los pobres por medios pacíficos. La Iglesia oficial y nuestros superiores nos encomendaron, pues, la misión de ir a vivir entre los pobres. Pero mucha gente que sostenía convicciones políticas de extrema derecha veía con malos ojos nuestra presencia en las villas miseria. Interpretaban el hecho de que viviéramos allí como un apoyo a la guerrilla y se propusieron denunciarnos como terroristas. Nosotros sabíamos de dónde soplaba el viento y quién era responsable por estas calumnias. De modo que fui a hablar con la persona en cuestión y le expliqué que estaba jugando con nuestras vidas. El hombre me prometió que haría saber a los militares que no éramos terroristas. Por declaraciones posteriores de un oficial y el testimonio de treinta documentos a los que pude acceder más tarde, pudimos comprobar, sin lugar a dudas, que este hombre no había cumplido su promesa sino que, por el contrario, había presentado una falsa denuncia ante los militares. Baste esto, por el momento, como marco general de los acontecimientos. El 23 de mayo de 1976, un domingo por la mañana, trescientos soldados fuertemente armados y patrulleros policiales rodearon nuestra casucha situada al costado de la villa miseria. Después de copar toda la zona, penetraron brutalmente en nuestra vivienda, nos sujetaron las manos a la espalda, nos encapucharon, casi asfixiándonos, y nos secuestraron. Durante cinco días estuve tendido sobre el piso de piedra, prácticamente sin comer, encapuchado y con las manos esposadas a la espalda. Mientras tanto, mi compañero la estaba pasando bastante peor que yo. Le habían administrado drogas, para que así, narcotizado, dijera lo que de otro modo no diría. Como más tarde nos enteramos por medio de algunos oficiales, contra todo lo esperado comenzó a hablar de Dios y Jesucristo. Los militares quedaron muy impresionados. Habían estado convencidos de que éramos terroristas. Al quinto día nos trasladaron a una vivienda particular. Nos quitaron las capuchas y, en su lugar, nos colocaron vendas sobre los ojos, con lo cual dejamos de sentirnos asfixiados. En lugar de sujetarnos las manos a la espalda nos esposaron por delante, lo que significó un alivio al estar acostados. Ese mismo día se acercó a nosotros un oficial y nos comunicó que éramos inocentes y que él se ocuparía de que pudiésemos volver lo antes posible a nuestra villa miseria. Estas fueron las últimas palabras que escuchamos con relación a nuestro secuestro en cinco meses. Hasta el final de nuestro cautiverio estuvimos esposados. En todo momento tuvimos una pierna sujeta a una pesada bala de cañón. Hasta el momento de la liberación permanecimos con los ojos vendados. Mucho antes, los dos habíamos comenzado a meditar con la simple repetición del nombre de Jesús. Según pasaban los días, de la mañana a la noche, repetíamos esta sencilla oración. Cuando al quinto día el oficial nos aseguró que saldríamos en libertad, evidentemente comunicó esta decisión a los ocho suboficiales que nos vigilaban. Uno de ellos nos informó aquella misma noche que las excarcelaciones siempre tenían lugar los sábados. Me alegré, pues era viernes. Pero pasó el sábado y no nos liberaron. Me puse furioso. La injusticia de verme privado de mi libertad, pese a mi manifiesta inocencia, me provocaba un profundo sentimiento de impotencia e ira. Esta ira estaba dirigida más que todo hacia el hombre que había hecho la falsa denuncia contra nosotros. Después de pasar un día sumergido en esta rabia impotente, me dominó un miedo intenso: "¿Qué sucederá?". Volvía a tomar forma el fantasma de la ejecución. El miedo, asociado a un estremecimiento interior, duró un día y medio. Luego me invadió la depresión: "¡Todo está perdido!". Ni aun hoy me parece exagerado este sentimiento. Cuando después de varios años fueron procesados los comandantes responsables, de las seis mil personas que sólo este grupo militar había secuestrado no quedaban otros testigos sobrevivientes más que nosotros dos. Todos habían sido asesinados".

## Dudas acerca del rol de Jorge Bergoglio
Inicialmente Jalics expresó dudas acerca del rol de su superior Jorge Bergoglio ante su detención si bien el mismo se entrevistó en dos ocasiones con el almirante Massera, el máximo responsable de la ESMA.  Cuando Bergoglio fue elegido papa, Jalics dio por terminado el asunto: “No puedo pronunciarme sobre el papel del padre Bergoglio en aquellos hechos”. Jalics comentó que, tal como lo mencionó el vocero del Vaticano en su declaración, tuvo “la ocasión de hablar sobre ese tema con el padre Bergoglio. (...) Estoy reconciliado con los acontecimientos y considero que ha llegado la hora de dar el caso por terminado”.
"Estos son los hechos: Orlando Yorio y yo no fuimos denunciados por Bergoglio", dijo Jalics en un comunicado publicado en la página web de los jesuitas en Alemania, en marzo de 2013. Precisó que él y Yorio fueron secuestrados por su conexión con una catequista que trabajó un tiempo junto a ellos y "luego ingresó en la guerrilla". Y señaló: "Durante nueve meses no la vimos más, pero dos o tres días después de su detención también fuimos detenidos". Su compañero Yorio, en cambio, mantuvo hasta su muerte, en el año 2000, sus críticas al entonces superior provincial de los jesuitas. Mientras Jalics permaneció en la Compañía de Jesús, Yorio se alejó de la Orden.
El periodista que investigó este asunto en profundidad fue Horacio Verbitsky, que publicó acerca de esta cuestión en 1999, en el diario argentino Página 12. "Los dos curas jesuitas me dijeron que él (Bergoglio) los traicionó. Que él los entregó a los militares", afirmó el periodista. "En 1999 yo hablé con los curas y con Bergoglio y ambos me dieron versiones contrastantes, ya que Bergoglio me dijo que los había tratado de ayudar", afirmó Verbitsky. También declaró: "Pero años después encontré en el archivo de Cancillería unos documentos que aclaran la situación: que Bergoglio hizo lo que decía (es decir ayudar a los curas), pero que también hizo los que los curas decían (escribir malos informes sobre ellos)".
En mayo del 2023 el papa Francisco hizo referencia al secuestro de Jalics y Yorio y negó las acusaciones vertidas acerca de su  supuesta participación en el secuestro:  “después surgió la leyenda de que había sido yo el que los había entregado para que fueran encarcelados”.

## Obra de Jalics
La obra de Franz Jalics es muy valorada en los ámbitos de la espiritualidad y del acompañamiento espiritual. Algunos de sus libros sobre la oración y la meditación cristiana son referentes importantes y valiosos para todos aquellos que se han interesado o introducido en dicho ámbito.
Franz Jalics vivió en Alemania desde 1978. Dirigió un centro de ejercicios espirituales en Baviera, donde residía.

## Fallecimiento
Falleció el 13 de febrero de 2021 a los 93 años, en Budapest, Hungría.

## Publicaciones
- El encuentro con Dios. Ediciones Paulinas.1984 [primera edición 1970]. ISBN 84-285-0911-3.
- Cambios en la fe. Ediciones Paulinas [primera edición 1972].
- Aprendiendo a orar. Ediciones Paulinas [primera edición 1973].
- Aprendiendo a compartir la fe. Ediciones Paulinas [primera edición 1978].
- Ejercicios de contemplación: introducción a la vida contemplativa y a la invocación de Jesús. Buenos Aires: Editorial San Pablo, [primera edición 1995].
- El camino de la contemplación. Buenos Aires: Paulinas,  2006.
- Jesús, maestro de meditación. España-PPC, 2015.
- Miteinander im Glauben wachsen: Anleitung zum geistlichen Begleitgespräch . Aus dem Spanischen von Isabel Jalics, Würzburg: Echter, 2008, ISBN 978-3-429-02988-3.
- Retiro contemplativo. Una introducción a la forma contemplativa a la vida ya la oración de Jesús  (traducido por Lucía Wiedenhöver), Longwood: Xulon Press, 2003, ISBN 1-594671-56-7.
- La forma contemplativa. En silencio saboreando la presencia de Dios (traducido por Matthias Altrichter), Nueva York: Prensa Paulista, 2011, ISBN 978-0-809-14722-9.
- Die geistliche Begleitung im Evangelium , Würzburg: Echter, 2012, ISBN 978-3-429-03482-5.